# П'єве-дель-Каїро
П'єве-дель-Каїро (італ. Pieve del Cairo) — муніципалітет в Італії, у регіоні Ломбардія, провінція Павія.
П'єве-дель-Каїро розташовані на відстані близько 460 км на північний захід від Рима, 60 км на південний захід від Мілана, 33 км на південний захід від Павії.
Населення — 2085 осіб (2014).
Щорічний фестиваль відбувається другої неділі вересня.. 

## Демографія
Населення за роками:

Станом на 1 січня 2023 року в муніципалітеті офіційно проживало 140 іноземців з 21 країни, серед них 52 громадяни країн Євросоюзу та 12 громадян України.

## Сусідні муніципалітети
- Феррера-Ербоньйоне
- Галліавола
- Гамбарана
- Ізола-Сант'Антоніо
- Меде
- Меццана-Більї
- Вілла-Біскоссі